# Antratsyt
Antratsyt (Oekraïens: Антрацит), tot 1962 Bokove-Antratsyt geheten, is een stad in de Oekraïense oblast Loehansk, hemelsbreed ongeveer 55 km ten zuiden van de hoofdplaats Loehansk en 672 km ten zuidoosten van de hoofdstad Kiev.

## Bevolking
Op 1 januari 2021 telde Antratsyt naar schatting 52.353 inwoners. Het aantal inwoners vertoont al meerdere jaren een dalende trend: in 1989, kort voor het uiteenvallen van de Sovjet-Unie, had de stad nog 71.655 inwoners.
| 1939   | 1959   | 1970   | 1979   | 1989   | 2001   | 2005   | 2015   | 2021   |
| ------ | ------ | ------ | ------ | ------ | ------ | ------ | ------ | ------ |
| 13.297 | 24.462 | 54.673 | 60.687 | 71.655 | 63.698 | 61.204 | 53.887 | 52.353 |

In 2001 bestond de stad etnisch uit Russen (32.486 personen - 51,8%) en Oekraïners (28.485 personen - 44,9%). Uitgezonderd van 817 Tataren (1,3%), 608 Wit-Russen (1%) en 168 Armeniërs waren er geen andere vermeldenswaardige minderheden.
De meest gesproken taal in de stad is het Russisch. In 2001 sprak 85,9% van de bevolking het Russisch als eerste taal, terwijl 11,1% van de bevolking het Oekraïens sprak.